# Zacaries
|  | Per a altres significats, vegeu «Zacaries (desambiguació)». |

En el cristianisme, Zacaries fou un sacerdot jueu marit d'Elisabet, cosina de Maria, la mare de Jesús, i pare de sant Joan Baptista.
En l'Evangeli segons Lluc l'arcàngel Gabriel se li aparegué, i li anuncià que tindria un fill (Joan). Zacaries dubtà de la paraula del missatger diví, perquè Elisabet era una dona gran i estèril. Com a càstig per la seva incredulitat, Zacaries perdé la capacitat de parlar i només la va recuperar en el moment en què sant Joan fou circumcidat.
Segons diu l'Evangeli segons Lluc:
«En temps d'Herodes, rei de Judea, hi havia un sacerdot del torn d'Abia que es deia Zacaries. La seva muller, descendent d'Aaron, es deia Elisabet. Tots dos eren justos davant de Déu i irreprensibles en el compliment de tots els manaments i les observacions del Senyor. Però no tenien fills, perquè Elisabet era estèril i tots dos eren ja d'edat avançada.»
«Un dia mentre Zacaries era en el temple oficiant davant de Déu amb els del seu torn, segons el ritual dels sacerdots, li tocar per sorteig d'entrar al santuari del Senyor a oferir l'encens. Mentre l'oferia, tot el poble era a fora pregant. Llavors se li va aparèixer un àngel del Senyor a la dreta del altar del l'encens. Zacaries en veure'l es va torbar i la por s'apodera d'ell.»
«—No tinguis por, Zacaries: la teva súplica ha estat escoltada. Elisabet, la teva muller, et donarà un fill, i li posaràs el nom de Joan […] quedaràs mut, sens poder dir res, fins al dia que passi tot això: tu no as cregut les meves paraules, però al seu temps es compliran […] Al cap de poc temps la seva muller Elisabet va quedar embarassada.»
En l'Alcorà, amb el nom de Zakariyyà, se'l considera un profeta.

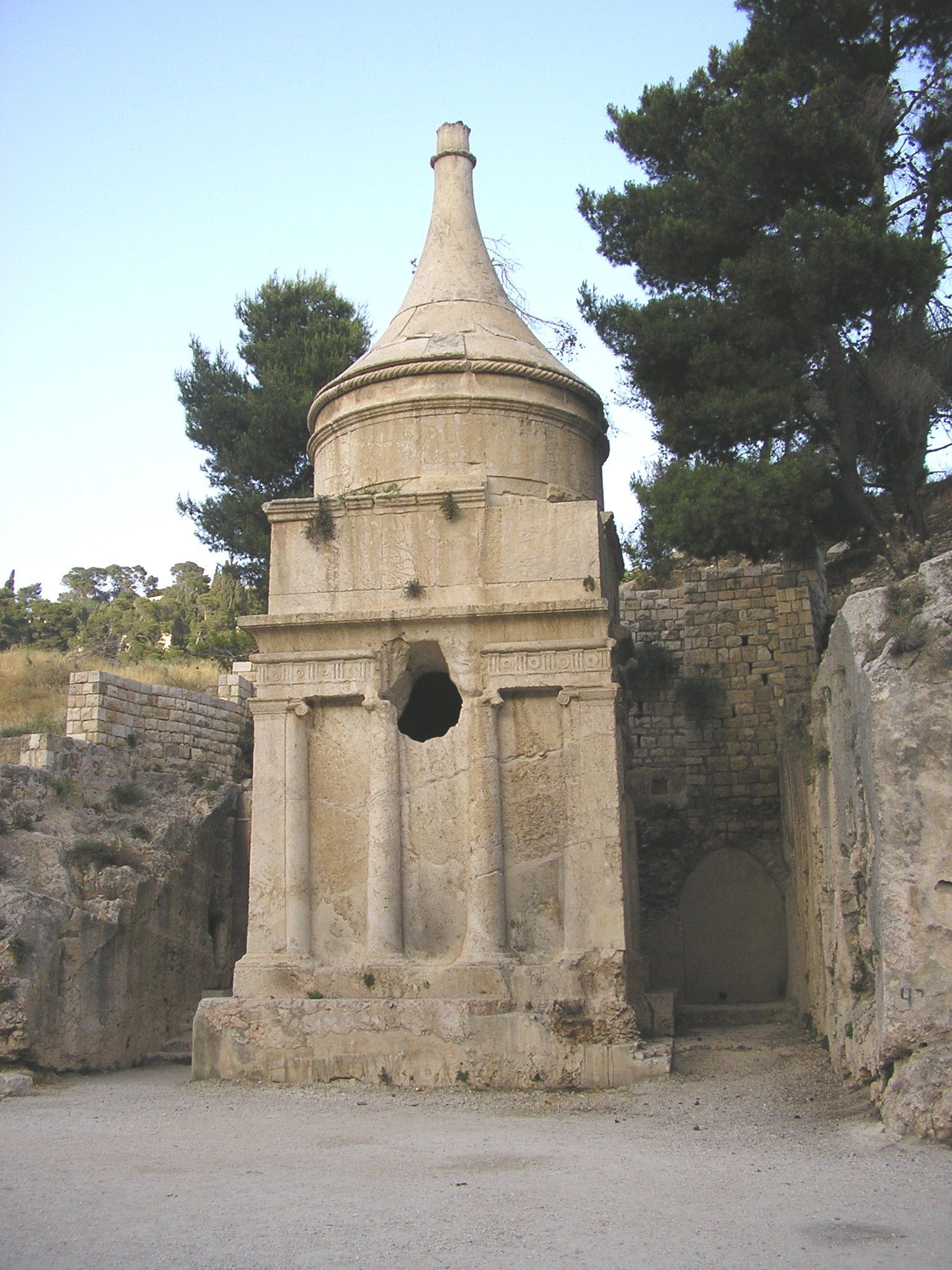
Tomba d'Absalom, a Jerusalem, on sembla que va ser enterrat Zacaries, i on, el 2003 va ser trobada la inscripció: "Aquesta és la tomba de Zacaries, el màrtir, el sant prevere, el pare de Joan"
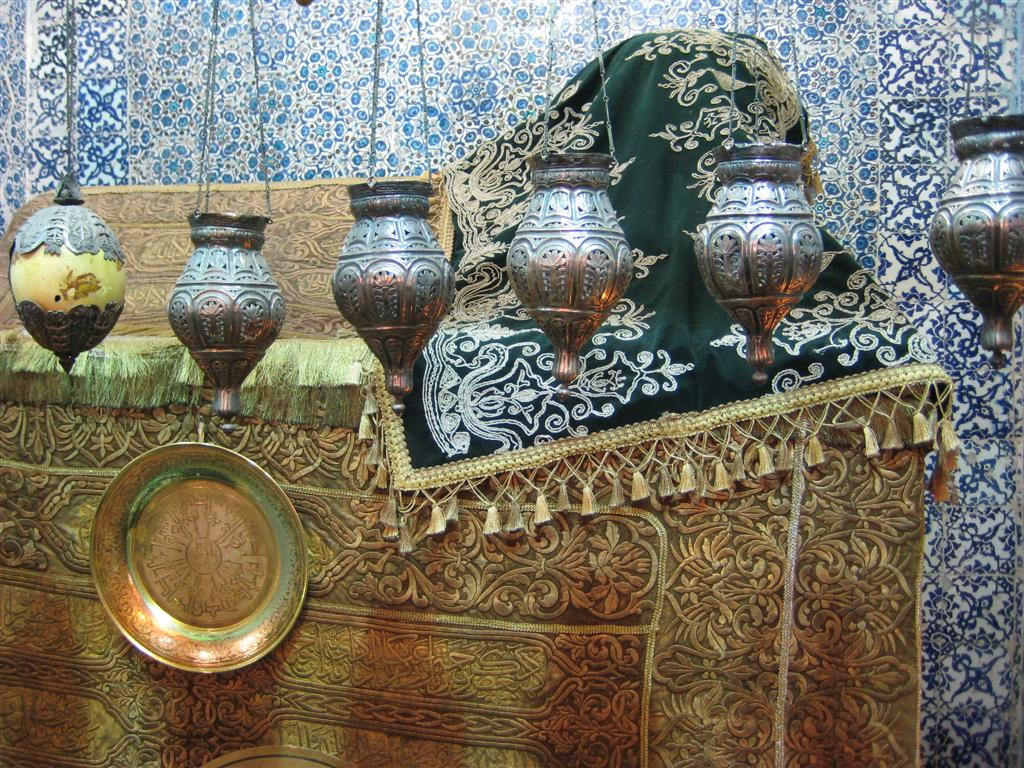
Tomba de Zacaries a la mesquita d'Alep
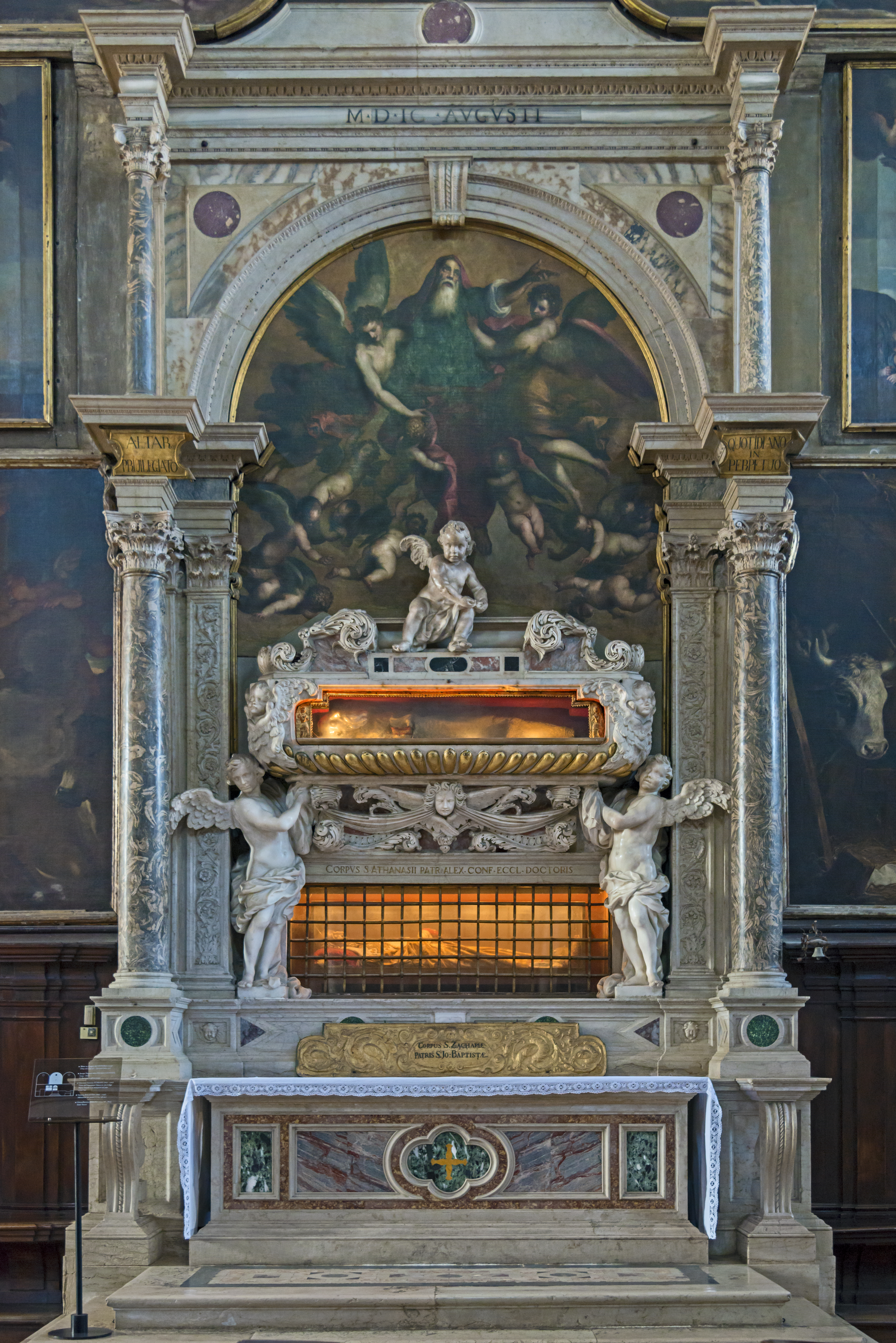
Tomba del sant a San Zaccaria (Venècia)
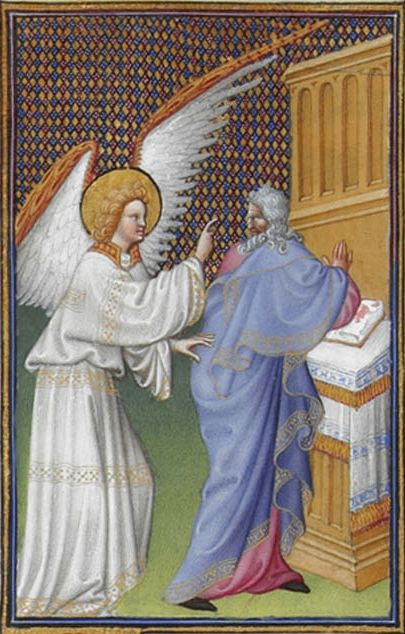
L'arcàngel Gabriel s'apareix a Zacaries, miniatura del s. XV